# Championnat de Suisse de tchoukball LNB 2016-2017
Navigation
Édition précédente Édition suivante
La ligue nationale B du championnat de Suisse de tchoukball est la seconde division du tchoukball suisse. L'édition 2016-2017 oppose 7 équipes.

## Format de la compétition
Chaque équipe joue deux matchs (aller-retour) contre chaque autre équipe. Une victoire rapporte trois points, un, match nul deux points et une défaite un point. Un match perdu par forfait ne rapporte pas de point.
À l'issue de la saison régulière:
- Le champion et le vice-champion de LNB disputent des matchs de promotion-relégation contre les équipes classées neuvième et dixième de LNA.

Les matchs se jouent selon les règles officielles de la FITB, à quelques exceptions près:
- Les matchs se jouent en trois tiers-temps de 20 minutes.
- Les équipes sont obligatoirement mixtes.

## Les équipes participantes
- Carouge Lions
- Chavannes
- Geneva Keys
- Geneve Espoirs (Vice-champion)
- Sion (promu)
- La Tchaux
- Val-de-Ruz Black Kites

## Classement
Légende des couleurs- Play-off

| Rang | Équipe                 | Pts | J  | G  | N | P  | F | Pp   | Pc  | Diff |
| ---- | ---------------------- | --- | -- | -- | - | -- | - | ---- | --- | ---- |
| 1    | Val-de-Ruz Black Kites | 36  | 12 | 12 | 0 | 0  | 0 | 1098 | 765 | +333 |
| 2    | La Tchaux              | 30  | 12 | 9  | 0 | 3  | 0 | 882  | 820 | +62  |
| 3    | Carouge Lions          | 26  | 12 | 7  | 0 | 5  | 0 | 847  | 881 | +36  |
| 4    | Geneve Espoirs         | 24  | 12 | 6  | 0 | 6  | 0 | 907  | 855 | +52  |
| 5    | Chavannes              | 22  | 12 | 5  | 0 | 7  | 0 | 783  | 858 | -75  |
| 6    | Sion                   | 16  | 12 | 2  | 0 | 10 | 0 | 696  | 881 | -185 |
| 7    | Geneva Keys            | 13  | 12 | 1  | 0 | 10 | 1 | 641  | 864 | -223 |

Pts: Points; J: Matchs joués; G: Matchs gagnés (3 pts); N: Matchs nuls (2 pts); P: Matchs perdus (1 pt); F: Matchs perdus par forfait (0 pt); Pp: Points marqués; Pc: Points reçus; Diff.: Différence de points

### Play-out
Championnat de Suisse de tchoukball ligue A 2016-2017#Play-out

## Résultats

### Tableau des matchs
| Dom\Ext | CAL   | CHA   | GEK   | GEE   | SIO   | CDF   | VDR   |
| ------- | ----- | ----- | ----- | ----- | ----- | ----- | ----- |
| CAL     |       | 70-75 | 40-0  | 77-80 | 65-60 | 68-85 | 79-90 |
| CHA     | 62-70 |       | 64-56 | 66-77 | 62-51 | 65-66 | 66-87 |
| GEK     | 58-83 | 60-66 |       | 60-81 | 67-57 | 62-74 | 49-93 |
| GEE     | 71-72 | 71-72 | 69-66 |       | 85-39 | 70-74 | 82-86 |
| SIO     | 68-77 | 78-64 | 61-56 | 72-81 |       | 48-67 | 59-94 |
| CDF     | 68-77 | 75-67 | 88-50 | 80-69 | 72-57 |       | 71-98 |
| VDR     | 94-69 | 97-54 | 88-57 | 91-71 | 91-46 | 89-62 |       |